# Deacon Blue
Deacon Blue ist eine britische Band, die 1985 in Glasgow gegründet wurde.

## Geschichte
1982 schloss sich der Jugendclubleiter und Lehrer Ricky Ross dem Bassisten Ewan Vernal und der Band Woza an. Die Band wurde nur im Glasgower Raum bekannt und spielte im Vorprogramm der Waterboys, konnte jedoch keinen Plattenvertrag erringen. Ross schrieb nach der Auflösung von Woza 1983 weiter Songs, gründete 1985 mit Vernal eine neue Band und holte James Prime an den Keyboards in die Band, der bereits kurzzeitig für die Altered Images gespielt hatte. Der Name „Deacon Blue“ ist dem Titel Deacon Blues der Band Steely Dan von ihrem Album Aja entlehnt.
Muff Winwood, 1986 A&R-Manager bei CBS Records nahm die Band für das Musiklabel unter Vertrag. Im November 1986 begannen die Aufnahmen für das von Jon Kelly produzierte Debütalbum Raintown. Auf dem Album sang auch Ross’ damalige Freundin und spätere Ehefrau Lorraine McIntosh, die erst 1988 festes Mitglied bei Deacon Blue wurde. Im März 1987 wurde die Single Dignity veröffentlicht, im Mai desselben Jahres das Album. Beide konnten sich, trotz prominenter Gastmusiker auf dem Album, wie Chris Rea und Mitgliedern von Londonbeat, nicht in der Hitparade platzieren.
1988 wurde die Single Dignity wiederveröffentlicht und erreichte in den UK Top 40 Platz 31. Auch das Debütalbum, von dem die Single stammte, platzierte sich 1991 in den britischen Albumcharts, erreichte Platz 14 und erhielt eine Auszeichnung mit einer Platinschallplatte. Mit When Will you (Make my Telephone Ring) in neuer Version und Chocolate Girl wurden zwei weitere Singles ausgekoppelt und Deacon Blue gingen im Sommer 1988 mit Fairground Attraction auf Tournee. Im Oktober kam mit der Single Real Gone Kid der Erfolg in der Heimat. Die Single erreichte Platz 8 der UK Top 40. Das im März 1989 veröffentlichte zweite, wieder von Jon Kelly produzierte, Album When the World Knows Your Name erreichte die Chartspitze in Großbritannien und Platz 56 in Deutschland sowie zwei Platinschallplatten.
1990 beteiligte sich die Band am Big Day in Glasgow vor 250.000 Zuschauern und Ross betreute die anlässlich des 1988 verstorbenen Fotografen Oskar Marzaroli aufgenommene Benefizplatte The Tree and the Bird and the Fish and the Bell. Von dem Fotografen stammte das Coverfoto Cityscapes – Looking South From Park Terrace (1960) für das von der Kritik gelobte und mit Prefab Sprout verglichene Debütalbum Raintown. CBS veröffentlichte 1990 mit Ooh Las Vegas ein Kompilationsalbum, das vom britischen Phonoverband mit einer Goldenen Schallplatte ausgezeichnet wurde.
1991 wurde wieder mit Produzent Jon Kelly, aber in einem Tonstudio in Paris, das Album Fellow Hoodlums eingespielt und bei Columbia Records veröffentlicht, das mit Your Swaying Arms, Twist and Shout und Closing Time drei weitere Chartsingles einbrachte. 1993 erschien bei Columbia das Studioalbum Whatever you say, say Nothing, 1994 die im Folgejahr mit zwei Platinschallplatten ausgezeichnete Kompilation Our Town – The Greatest Hits of Deacon Blue.
Nach Auflösung im Jahr 1994 veröffentlichte Ross mehrere Soloalben. Deacon Blue wiedervereinigten sich in gleicher Besetzung im Jahr 1999 und veröffentlichten weitere Alben. Im Juni 2004 verstarb Gitarrist Graeme Kelling an Bauchspeicheldrüsenkrebs. 2012 erschien bei Edsel das Album The Hipsters.
Ricky Ross schrieb auch für andere Künstler Songs. So schrieb er bei High für James Blunt mit, bei I’m all Over It für Jamie Cullum sowie für Will Young, KT Tunstall und Emma Bunton. Mit seiner Ehefrau Lorraine bildet er das Duo RossMcIntosh. Ross moderiert die Radiosendung Another Country für BBC Radio Scotland.

## Diskografie
Studioalben

| Jahr | Titel                          | Höchstplatzierung, Gesamtwochen, AuszeichnungChartplatzierungen (Jahr, Titel, Platzierungen, Wochen, Auszeichnungen, Anmerkungen) | Höchstplatzierung, Gesamtwochen, AuszeichnungChartplatzierungen (Jahr, Titel, Platzierungen, Wochen, Auszeichnungen, Anmerkungen) | Anmerkungen |
| Jahr | Titel                          | DE | UK | Anmerkungen |
| ---- | ------------------------------ | --- | --- | --- |
| 1987 | Raintown                       | — | UK14 Platin · (77 Wo.)UK | Erstveröffentlichung: 1. Mai 1987 Produzent: Jon Kelly                                                                                        |
| 1989 | When the World Knows Your Name | DE56 (2 Wo.)DE | UK1 ×2Doppelplatin · (54 Wo.)UK                                                                                                   | Erstveröffentlichung: April 1989 Produzenten: Warne Livesey, David Kahne, Deacon Blue                                                         |
| 1991 | Fellow Hoodlums                | — | UK2 Platin · (27 Wo.)UK | Erstveröffentlichung: 9. Februar 1991 Produzent: Jon Kelly                                                                                    |
| 1993 | Whatever You Say, Say Nothing  | DE91 (4 Wo.)DE | UK4 Gold · (10 Wo.)UK | Erstveröffentlichung: 1. März 1993 Produzenten: Paul Oakenfold, Steve Osborne                                                                 |
| 1999 | Walking Back Home              | — | UK39 (2 Wo.)UK | Erstveröffentlichung: 11. Oktober 1999 inkl. acht neue und neun alte Tracks Produzenten: Deacon Blue, Jon Kelly, Steve Osborne, Warne Livesey |
| 2001 | Homesick                       | — | UK59 (1 Wo.)UK | Erstveröffentlichung: 30. April 2001 Produzenten: Kenny MacDonald, Ricky Ross                                                                 |
| 2012 | The Hipsters                   | — | UK19 (4 Wo.)UK | Erstveröffentlichung: 24. September 2012 Produzent: Paul Savage                                                                               |
| 2014 | A New House                    | — | UK17 (2 Wo.)UK | Erstveröffentlichung: 8. September 2014 Produzent: Paul Savage                                                                                |
| 2016 | Believers                      | — | UK13 (2 Wo.)UK | Erstveröffentlichung: 30. September 2016 Produzent: Paul Savage                                                                               |
| 2020 | City of Love                   | — | UK4 (2 Wo.)UK | Erstveröffentlichung: 6. März 2020 Produzenten: Ricky Ross, Gregor Philip                                                                     |
| 2021 | Riding on the Tide of Love     | — | UK23 (1 Wo.)UK | Erstveröffentlichung: 5. Februar 2021 Produzenten: Ricky Ross, Gregor Philip                                                                  |
| 2024 | Peace Will Come                | — | — | Erstveröffentlichung: 20. April 2024 Record Store Day 2024 (alle Songs Akustik Versionen) Produzenten: Deacon Blue                            |
| 2025 | The Great Western Road         | — | UK3 (… Wo.)UK | Erstveröffentlichung: 21. März 2025 |